# Eve Plumb
Eve Plumb, née le 29 avril 1958 à Burbank, Californie est une actrice américaine.

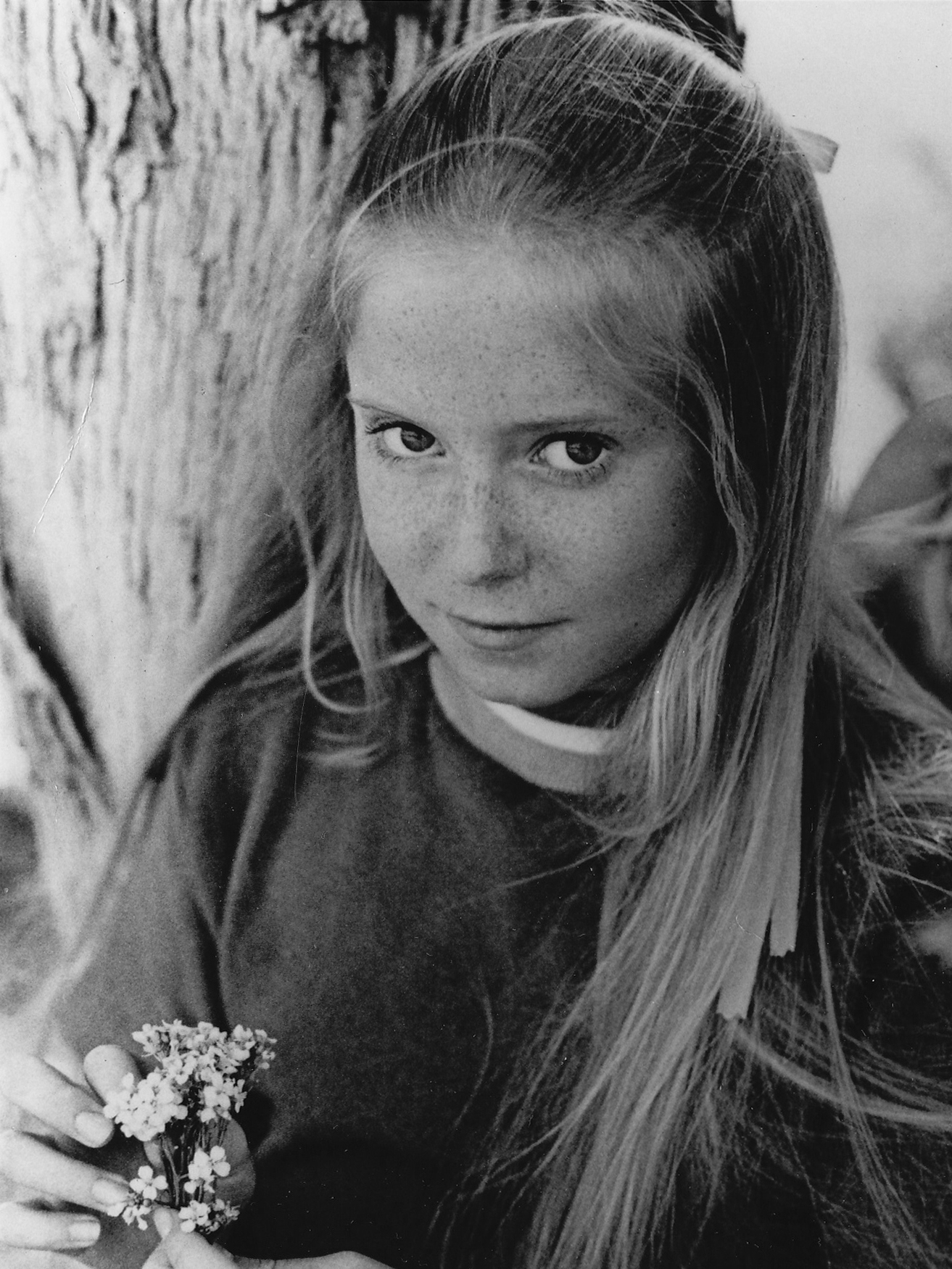
Eve Plumb en 1971.

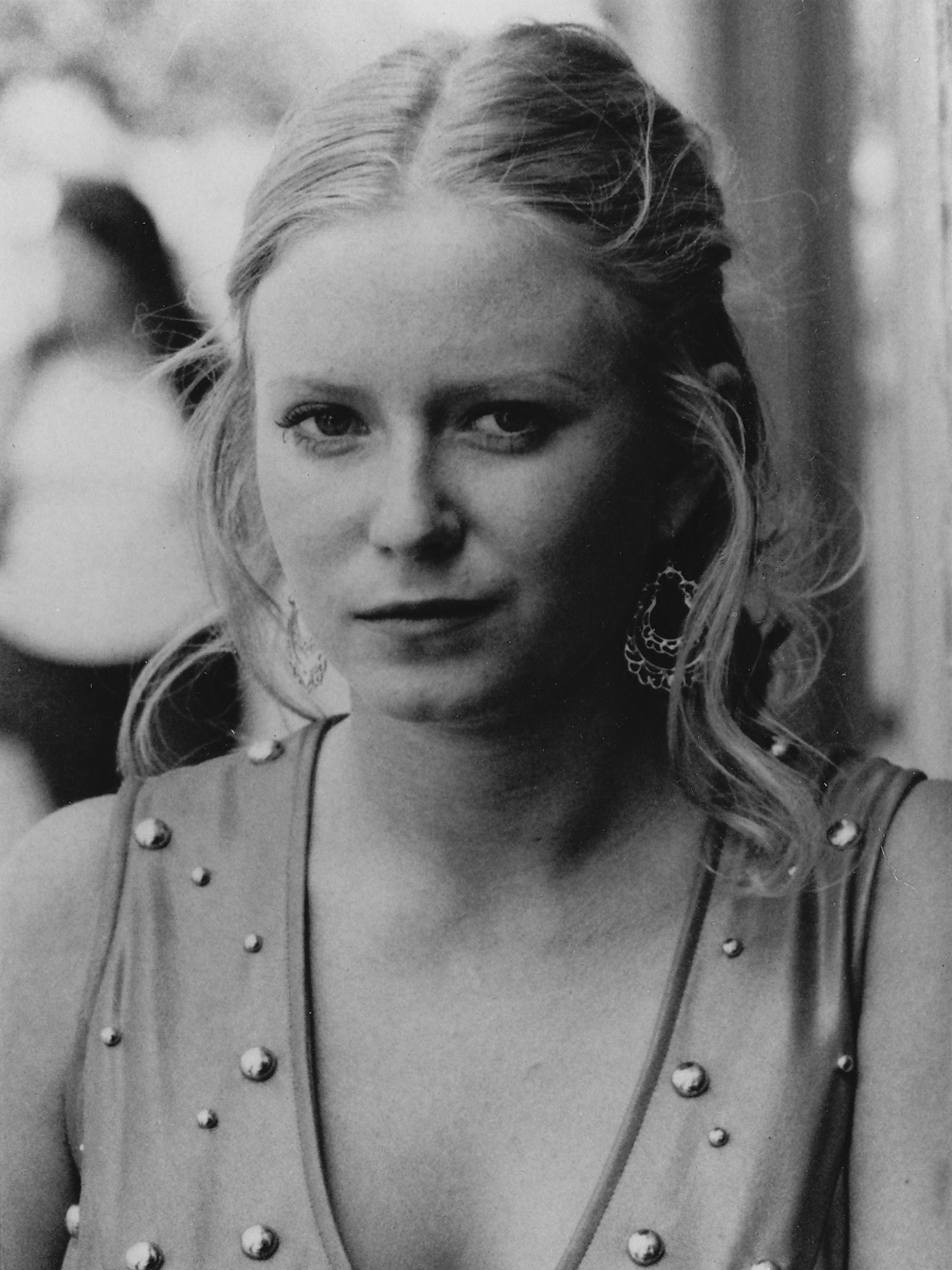
Eve Plumb en 1976.

## Filmographie
Cinéma
- 1988 : I'm Gonna Git you Sucka : La femme de Kalinga
- 1993 : The Making of'...And God Spoke' : Mme Noah
- 1997 : Nowhere : Mme Sighvatssohn
- 1999 : Kill the Man : Une révolutionnaire #3
- 2003 : Manfast : Professeur Mason
- 2013 : Blue Ruin : Kris Cleland
- 2014 : The Boy Who Stayed (Court-métrage) : La mère de Sam
- 2016 : Monsoon (série télévisée) : Gale

Télévision
- 1965 : The Smothers Brothers Show (série télévisée) : Une petite fille
- 1966–1967 : La Grande Vallée (The Big Valley) (série télévisée) : Sara Jane / Ellen / Laure
- 1967 : Dick Tracy (Téléfilm) : Bonnie Braids
- 1967 : Le Virginien (The Virginian) (série télévisée) : Kathy Cooper
- 1967 : Lassie (série télévisée) : Terry
- 1968 : Opération vol (It Takes a Thief) (série télévisée) : Maritsa
- 1968 : Mannix (série télévisée) : Marian Harriman
- 1968 : Cher oncle Bill (Family Affair) (série télévisée) : Eve Bowers
- 1968 : Ranch L (série télévisée) : Pony Alice
- 1969 : Gunsmoke (série télévisée) : Sue
- 1969-1974 : The Brady Bunch (série télévisée) : Jan brady
- 1970 : House on Greenapple Road (Téléfilm) : Margaret Ord
- 1972 : The ABC Saturday Superstar Movie (série télévisée) : Jan Brady
- 1972 : Here's Lucy (série télévisée) :¨Patricia Carter
- 1972-1973 : The Brady Kids (série télévisée) : Jan Brady
- 1973 : The World of Sid & Marty Krofft at the Hollywood Bowl (Téléfilm)
- 1974 : Sigmund and the Sea Monsters (série télévisée) : Harriet
- 1974 : ABC Afterschool Specials (série télévisée) : Gretchen
- 1976 : Dawn: Portrait of a Teenage Runaway (Téléfilm) : Dawn Wetherby
- 1977 : Voyage dans l'inconnu: Les forces du diable (The Force of Evil) (Téléfilm) : Cindy Carrington
- 1977 : Voyage dans l'inconnu (Tales of the Unexpected) (série télévisée) : Cindy Carrington
- 1977 : Alexander: The Other Side of Dawn (en) (série télévisée) : Dawn Wetherby
- 1977 : Wonder Woman (série télévisée) : Elena
- 1977 : Telethon (Téléfilm) : Kim
- 1978 : Insight (série télévisée) : Jeannie
- 1978 : Les Quatre Filles du docteur March (Little Women) (série télévisée) : Elizabeth March
- 1978 : Secrets of Three Hungry Wives (Téléfilm) : Vicki Wood
- 1978 : L'Ancien Testament (série télévisée) : Lilla
- 1978, 1980 et 1982 : La croisière s'amuse (The Love Boat) (série télévisée) : Vanessa Summerhill / Teri Carlson / Beth Heller
- 1979 et 1981 : L'île fantastique (Fantasy Island) (série télévisée) : Clare Conti / Terry Summers / Elizabeth Blake
- 1981 : The Brady Girls Get Married (Téléfilm) : Jan Brady
- 1981 : The Brady Brides (série télévisée) : Jan Brady Covington
- 1982 : Au fil des jours (One Day at a Time) (série télévisée) : Melissa Layton
- 1983 : Drôle de vie (Facts of Life) (série télévisée) : Meg
- 1983 : The Night the Bridge Fell Down (Téléfilm) : Terry Kelly
- 1984 : Masquerade (série télévisée)
- 1985 : Arabesque (Murder She Wrote) (série télévisée) : Tug
- 1988 : A Very Brady Christmas (Téléfilm) : Jan Brady Covington
- 1989 : On the Television (série télévisée) : Variés
- 1989 : Super Mario Bros. (série télévisée) : Jodie
- 1990 : The Bradys (en) (série télévisée) : Jan Martin Brady Covington
- 1992 : Yesterday Today (Téléfilm) : La mère de Rick
- 1993 : The Making of '...And God Spoke' (Téléfilm) : Mme Noah
- 1994 : Loïs et Clark: les nouvelles aventures de Superman (Loïs and Clark: The New Adventures of Superman) (série télévisée) : Rose Collins
- 1995 : Fudge (série télévisée) : Ann
- 1997 : Breast Men (Téléfilm) : La mère
- 1998 : That '70s Show (série télévisée) : Mme Burkhart
- 1998 : Keana & Kel (série télévisée) : Une professeur
- 2003 : La Force du destin (série télévisée) : June Landau
- 2008 : Des jours et des vies (Days of Our Lives) (série télévisée) : Dora
- 2012 : The Sisters Plotz (Téléfilm) : Celestia Plotz
- 2012 : The Pox Show (Téléfilm) : Infirmière Dremel
- 2013 : New York, unité spéciale : Angela Brooks (saison 14, épisode 13)
- 2013 : American Wives (série télévisée) : Reba Green
- 2016 : Grease: Live! (Téléfilm) : Mme Murdock